# 4537 Valgrirasp
4537 Valgrirasp este un asteroid din centura principală, descoperit pe 2 septembrie 1987 de Liudmila Cernîh.